# Николаев, Сергей Николаевич (драматург)
Серге́й Никола́евич Никола́ев (23 марта 1908, Абдаево, Царевококшайский уезд, Казанская губерния — 5 октября 1993, г. Йошкар-Ола, Марийская АССР) — марийский советский писатель-драматург, переводчик, педагог, административный и общественно-политический деятель. Председатель Союза писателей Марийской АССР (1939—1947, 1958—1968). Заслуженный деятель искусств МАССР (1946). Народный писатель МАССР (1958). Почётный гражданин Йошкар-Олы (1981). Член ВКП(б) с 1940 года.

## Биография
Родился в семье крестьянина-середняка. Окончил школу в родной деревне Абдаево, Аринскую 7-летнюю школу ныне Моркинского района Марий Эл, Краснококшайскую опытно-показательную школу при Марийском педагогическом техникуме, Марийский педтехникум. Работал учителем марийского языка и литературы в 7-летней школе.
С 1931 года учился в Московском педагогическом институте, который не окончил и вернулся в Йошкар-Олу. Благодаря марийской секции Учпедгиза в Москве выпустил 2 книги для чтения и учебник по обществоведению на марийском языке для школ. В Йошкар-Оле был инспектором школьного управления Мароблоно. В 1936 году окончил литературный факультет Марийского учительского института.
В 1938—1941 годах преподавал марийский язык и литературу в музыкально-театральном училище им. И. С. Палантая. С 1942 года руководил Главлитом Марийской АССР. Параллельно с 1939 по 1947 годы был руководителем Союза писателей МАССР. В 1947—1951 годах возглавлял Управление по делам искусств при Совмине МАССР, затем в течение 6 лет снова руководил Главлитом республики. В 1958—1968 годах — председатель марийского Союза писателей.
Умер 5 октября 1993 года в Йошкар-Оле, похоронен на Туруновском кладбище.

## Литературная деятельность
Первыми его пьесами стали написанные в 1930 году для школьного драмкружка пьесы «Ош когарш» («Белая моль») и «Тревога». В середине 1930-х годов им написана пьесу «Полатовын сӱанже» («Свадьба Полатова»), которая позже стала известна под именем «Салика». Работал над её постановкой в Маргостеатре первый режиссёр из мари А. И. Маюк-Егоров. Но последствия этой работы были печальными: постановку расценили как «националистическую», лишился своей руководящей должности в театре режиссёр Маюк-Егоров. Но после продолжения работы над пьесой 5 апреля 1938 года «Салику» со сцены Маргостеатра впервые увидел марийский зритель.
В 1939 году был принят в Союз писателей СССР.
В конце 1930-х годов, в военное и послевоенное время С. Николаев написал пьесы «Вӱдшӧ йога» («Воды текут»), «У саска» («Новые плоды»), «Лейтенант Огнёв», «Элнет серыште» («На берегу Илети») и др., драматическую повесть «Акпарс» и др.
В 1960-х годах спектакль по его драме «Комиссары» ставился на сцене Русского театра драмы. Перевёл на марийский язык пьесы русских и советских драматургов: «Власть тьмы» Л. Толстого, «Украденное счастье» И. Франко, «Фронт» А. Корнейчука, «В одном городе» А. Софронова и др.
Автор книги воспоминаний «Илышем да сылнымут корнем» («Годы творческих поисков», 1988). Автор сценария документального фильма «Композитор Палантай».

## Общественно-политическая деятельность
Депутат Йошкар-Олинского городского совета (1947—1951) и Верховного Совета Марийской АССР.
Член Президиума Верховного Совета Марийской АССР (1959—1971, 4 созыва).

## Награды и звания
- Заслуженный деятель искусств Марийской АССР (1946)
- Народный писатель Марийской АССР (1958)
- Государственная премия Марийской АССР (1980)
- Почётный гражданин Йошкар-Олы (1981)
- Орден Трудового Красного Знамени (1946)
- Орден «Знак Почёта» (1951, 1968)
- Медаль «За трудовую доблесть» (1965)[5]
- Почётная грамота Президиума Верховного Совета РСФСР (1960, 1978)
- Почётная грамота Президиума Верховного Совета Марийской АССР (1941, 1945, 1946, 1949, 1955, 1958, 1983)[6]

## Память
- В честь писателя названа улица в его родной деревне Абдаево в Моркинском районе Марий Эл[7].
- В г. Йошкар-Оле на доме, где жил и работал писатель (ул. Пушкина, 8), установлена мемориальная доска[4].
- Пьеса С. Николаева «Салика», претерпев множество постановок, до сих пор не сходит со сцены Марийского национального театра драмы им. М. Шкетана, являясь своеобразной визитной карточкой главного марийского театра[8].

## Основные произведения
Ниже приведён список основных произведений С. Николаева на марийском языке и в переводе на другие языки и театральных постановок:

### На марийском языке
- Ош когарш: драма [Белая моль]. Йошкар-Ола, 1930. 40 с.
- Тревога: пьеса. Йошкар-Ола, 1931. 28 с.
- Салика: муз. пьеса. Йошкар-Ола, 1938. 60 с.
- Вӱдшӧ йога: драма [Воды текут]. Йошкар-Ола, 1940. 56 с.
- У саска: муз. пьеса [Новые плоды]. Йошкар-Ола, 1941. 68 с.
- Салика: муз. пьеса. Йошкар-Ола, 1943. 52 с.
- Элнет серыште: комедий [На берегу Илети]. Йошкар-Ола, 1945. 64 с.
- Пьеса-шамыч [Пьесы]. Йошкар-Ола, 1947. 252 с.
- Волгыдо корно: пьеса-шамыч [Светлый путь: пьесы]. Йошкар-Ола, 1950. 236 с.
- Кум пьеса [Три пьесы]. Йошкар-Ола, 1956. 196 с.
- Кугу толкын: драма [Бурные годы]. Йошкар-Ола, 1961. 64 с.
- Элнет пӱнчерыште: повесть [В Илетском бору]. Йошкар-Ола, 1962. 88 с.
- У саска: пьеса-влак [Новые плоды: пьесы]. Йошкар-Ола, 1965. 208 с.
- Вӱдшӧ йога: пьеса-влак [Воды текут: пьесы]. Йошкар-Ола, 1968. 248 с.
- Комиссар-влак: пьеса-влак [Комиссары: пьесы]. Йошкар-Ола, 1974. 188 с.
- Эрвыкай: повесть да ойлымаш-влак Йошкар-Ола, 1982. 224 с.
- Пеледше мланде: ойырен налме пьеса-влак [Земля в цвету: пьесы]. Йошкар-Ола, 1986. 207 с.
- Коммисарын чапше: драма [Честь комиссара] // Кугу толкын: марий драматургий антологий. Йошкар-Ола, 1987. С. 98—160.

### В переводе на другие языки
- Ош когершӹ: драма [Белая моль] / пер. на горномар. Козьмодемьянск, 1932. 44 с.
- Девушка в шинели: пьеса / пер. на рус. П. Балашова. Йошкар-Ола, 1942. 48 с.
- Пьесы. Йошкар-Ола, 1952. 244 с.
- Салика: муз. пьеса / пер. на горномар. Йошкар-Ола, 1970. 76 с.
- Большая волна: драма / пер. на рус. П. И. Железнова. Йошкар-Ола, 1967. 54 с.
- Комиссары: драма / пер. Г. Константинова. Йошкар-Ола, 1972. 68 с.
- Комиссары: пьесы. М., 1981. 232 с.

### Театральные постановки
- Салика: муз. комедия. (Мар. театр) 1938, 1939, 1942, 1954, 1956, 1966, 1973, 1988, 1999, 2004.
- 18-ше ий [18-й тод: драма]. (Мар. театр) 1938.
- Вӱдшӧ йога [Воды текут: драма]. (Мар. театр) 1940.
- У саска [Новые плоды: комедия]. (Мар. театр) 1941, 1963.
- Лейтенант Огнёв: драма. (Мар. театр) 1941.
- Шинелян ӱдыр [Девушка в шинели: драма]. (Мар. театр) 1942.
- Элнет серыште [На берегу Илети: комедия]. (Мар. театр) 1944.
- Шочмо кече [День рождения: драма]. (Мар. театр) 1947.
- Айвика: муз. драма. (Мар. театр) 1948, 1962, 1982.
- Мланде пеледеш [Земля цветёт: драма]. (Мар. театр) 1951.
- Ӱжара волгалтеш [Зарево: драма]. (Мар. театр) 1952.
- Кугу толкын [Большая волна: драма]. (Мар. театр) 1960.
- Комиссары: драма. (Рус. театр) 1970.
- Комиссарын чапше [Честь комиссара: драма]. (Мар. театр) 1974.
- Айвика: муз. драма. (МТЮЗ) 1991.